# Tomanivi
Tomanivi (tidigare känt som Mount Victoria) är det högsta berget i Fiji med sina 1 323 m ö.h. Berget är belägen på huvudön Viti Levu och är en del av bergskedjan på ön som sträcker sig i nordsydlig riktning. De huvudsakliga flodsystemen på Viti Levu; Rewa, Navua, Sigatoka och Ba, har sina källor i det centrala bergsområdet.